# Radio-Télévision Analamanga
 (septembre 2022).
La mise en forme du texte ne suit pas les recommandations de Wikipédia : il faut le « wikifier ».
Les points d'amélioration suivants sont les cas les plus fréquents :
- Les titres sont pré-formatés par le logiciel. Ils ne sont ni en capitales, ni en gras.
- Le texte ne doit pas être écrit en capitales (les noms de famille non plus), ni en gras, ni en italique, ni en « petit »…
- Le gras n'est utilisé que pour surligner le titre de l'article dans l'introduction, une seule fois.
- L'italique est rarement utilisé : mots en langue étrangère, titres d'œuvres, noms de bateaux, etc.
- Les citations ne sont pas en italique mais en corps de texte normal. Elles sont entourées par des guillemets français : « et ».
- Les listes à puces sont à éviter, des paragraphes rédigés étant largement préférés. Les tableaux sont à réserver à la présentation de données structurées (résultats, etc.).
- Les appels de note de bas de page (petits chiffres en exposant, introduits par l'outil «  Source ») sont à placer entre la fin de phrase et le point final[comme ça].
- Les liens internes (vers d'autres articles de Wikipédia) sont à choisir avec parcimonie. Créez des liens vers des articles approfondissant le sujet. Les termes génériques sans rapport avec le sujet sont à éviter, ainsi que les répétitions de liens vers un même terme.
- Les liens externes sont à placer uniquement dans une section « Liens externes », à la fin de l'article. Ces liens sont à choisir avec parcimonie suivant les règles définies. Si un lien sert de source à l'article, son insertion dans le texte est à faire par les notes de bas de page.
- La présentation des références doit suivre les conventions bibliographiques. Il est recommandé d'utiliser les modèles {{Ouvrage}}, {{Chapitre}}, {{Article}}, {{Lien web}} et/ou {{Bibliographie}}. Le mode d'édition visuel peut mettre en forme automatiquement les références.
- Insérer une infobox (cadre d'informations à droite) n'est pas obligatoire pour parachever la mise en page.

Pour une aide détaillée, merci de consulter Aide:Wikification.
Si vous pensez que ces points ont été résolus, vous pouvez retirer ce bandeau et améliorer la mise en forme d'un autre article.
 (septembre 2022).
 (septembre 2022).
La Radio-Télévision Analamanga souvent désignée par le sigle RTA est une chaîne de télévision malgache à caractère commerciale, généraliste et privée fondée en 1996 par Ottavio Ermini, un spécialiste audiovisuel italien. Elle diffuse ses programmes dans plusieurs régions de Madagascar via ses propres canaux de télévision, via les services de Canal+ Madagascar (Chaîne 206), Blueline (Chaîne 3), Startimes (Chaîne 103) et via les plateformes internet Facebook et Youtube. 
Pour la région Analamanga, elle diffuse ses programmes télévisés par le canal 33 (567,25 MHz) et à la fréquence 94.4 FM pour sa branche radiophonique. Elle possède également des stations à Antsirabe, Toamasina et Mahajanga.

## Histoire de la chaîne
Le ressortissant italien spécialiste en audiovisuel Ottavio Ermini, né à Milan, fonde en 1996 la Radio-Télévision Analamanga à Madagascar. Elle fut ensuite rachetée par des hommes d’affaires français[Qui ?] qui l’ont ensuite revendue au groupe PREY, propriété de l’industriel et politicien malgache Edgard Razafindravahy, dans lequel se trouve également les journaux L'Express de Madagascar, Ao Raha ainsi que les stations de radio Antsiva et Radio France Madagascar.

## Programmes

### Anciens programmes notables
- Dossier Madagascar (1997)
- Pazzapa (à partir de 2003) : Véritable phénomène populaire du début des années 2000, c’est une émission de télé-réalité sur la musique et le chant ayant révélée de grands noms de la scène musicale à Madagascar tel que Aina Cook, Firmin, Melky ou encore Marghe
- Virtua (2005-2013) : une émission des jeux vidéos à Madagascar présentée par Aina et Elysé
- La preuve par 6 (2003-2009) : une émission et concours du reportage interrégional malgache qui participé par les jeunes reporters d'image dans chaque région présentée par Richard Bohan
- Sangy Sary (2004-2005 / 2010-2012) : Une émission caméra cachée à Madagascar présentée par Rija Tahiana
- Formule Foot : un magazine hebdomadaire des footballs qui est diffusé tous les lundis et jeudis à partir de 20:50 présenté par Konnie
- Onze : Football étranger présentée par Kanto
- Fanta Hit Parade : présentée par Christian et Lilly
- RTA MOVIE FESTIVAL (2007) : concours de film
- Femina Santé (2004)
- Evasion (2009)
- Vox Pop (2009-2011) : émission de télé-réalité axé sur le chant et la musique
- The One (2012-2014) : émission de télé-réalité sur la musique
- Tia Talenta (2014) : émission de télé-réalité sur la musique pour les amateurs
- Tontakely (2015) : émission de satire humoristique
- Allô Chef Damien (2016) : émission culinaire présentée par Chef Damien
- Feo tokana gitara iray (2017)
- Sunny Master Cook (2017) : émission de télé-réalité sur la cuisine
- Talenta Raitra (2021) : émission de télé-réalité présentée par Arikaomsa Randria pour la recherche de talents d’acteurs de cinéma, principalement tournée à Antsirabe

### Émissions actuellement à l'antenne
| Emission                | Concepts et présentateurs                                                           | Jours de diffusion                                | Horaires de diffusion                                                     |
| ----------------------- | ----------------------------------------------------------------------------------- | ------------------------------------------------- | ------------------------------------------------------------------------- |
| Tairo Tairo             | Émission matinale présentée par Aldini - Riri - Mbitika - Jump Hay                  | - Du Lundi au Vendredi                            | - De 7h à 9h                                                              |
| Aôdy Nareo              | Émission culinaire présentée par Annita Idealisoa                                   | - Mercredi durant Tairo Tairo - Samedi - Dimanche | - Durant Tairo Tairo à partir de 7h15 - De 19h à 19h25 - De 12h30 à 12h55 |
| RTA Actus               | Journal télévisé de la RTA                                                          | Du Lundi au Vendredi                              | A 19h30                                                                   |
| SABOTSY MIFANKAHITA     | Émission de divertissement culturel présentée par Arlivah Andrianaivomalala et Beby | Samedi                                            | A 7h30                                                                    |
| I-Resaka                | Emission présentée par Liantsoa Andrianina Ramilisoa                                | Mardi                                             | A 20h30                                                                   |
| Ça Me Dit               | Émission de débat présentée par Heritiana Ny Anjara Soa                             | Samedi Dimanche                                   | A 20h                                                                     |
| Fetra & Feno            | Sketchs dans lesquelles jouent les acteurs Fetra et Feno                            | Jeudi                                             | A 11h                                                                     |
| Rendez-Vous Francophone | Émission francophone présentée par Fanja et Toubi                                   | Mercredi (deux fois par mois)                     | A 20h50                                                                   |